# Héctor Lucchetti
Pour les articles homonymes, voir Lucchetti.
Héctor Pablo Lucchetti, né le 9 mars 1905 et mort à une date inconnue, est un escrimeur argentin, ayant pour arme le fleuret et l'épée.

## Biographie
Il est médaillé de bronze olympique dans l'épreuve de fleuret par équipes (avec notamment son frère Luis Lucchetti) lors des Jeux olympiques d'été de 1928 à Amsterdam. Il participe aussi aux Jeux olympiques de 1936.